# 中國國民黨第六次全國代表大會
中國國民黨第六次全國代表大會，于1945年5月5日至21日在中国重庆召开，参加大会的有579人。吴铁城作党务报告，吴鼎昌作政治报告，翁文灏作经济报告，程潜和白崇禧作军事报告，蒋介石作《党员确立革命哲学之重要》等讲演。此次大会上成立了中国国民党中央评议委员会。

## 中国国民党六届一中全会
1945年5月28日至31日在重庆举行。通过了《中央执行委员会组织大纲修正要点》《慎选保甲人员以便推行地方自治，实施政令法令，改善兵役》等二十七项议案。推选于右任、居正、孙科、戴季陶等二十五人组成中执委常委会，任命宋子文为中華民國行政院院长。会议着重讨论第六次全国代表大会移交的议案。蒋介石在闭幕词中说，加紧争取抗战胜利，是目前“最大而最紧要的任务”，要厉行“经济建设”，实现“民生主义”，一切都要以“力行哲学”作为基本。

## 中国国民党六届二中全会
1946年3月1日至17日在重庆召开。蒋介石在开幕词中提出：“要检讨过去的工作，分析当前的局势，以决定今后努力的方针。”“政治民主化”即“国民大会能及早召开”；“军队国家化”即“全国军队统属于国家”。会上激烈争论是否接受“政协决议”。全会通过了军事复员、善后救济、交通问题、政治报告、经济复员、地方行政、边疆问题等决议案。决定撤销国防最高委员会，恢复成立中央政治委员会，其权力置于国民政府委员会之上。

## 中国国民党六届四中全会暨中央党团联席会议
1947年9月9日至13日在南京召开。其中四中全会会期三天，党团联席会议二天。出席会议的有国民党中央执行委员、候补中央执委，中央监察委员、候补中央监委，以及三青团中央干事、中央监察共五百八十余人。蒋介石在开幕词和闭幕词中强调，“目前最迫切的工作是如何来消灭我们唯一的敌人——共产党，也就是如何达成我们戡乱建国的使命”；并要求各级党员“有力出力”、“有钱出钱”。吴铁城、张群、白崇禧分别作了党团统一组织报告、政治报告和军事报告。会议重点讨论并通过“统一中央党部团部组织案”，决定在国民党中央设青年部，作为国民党“领导及组训青年之机构”，同時撤銷三民主義青年團。会议还通过了“中国国民党当前组织纲领”决议案和会议宣言，规定“党员团员应一律重新登记为党员”，尤其强调“总裁领导全党”的组织原则。

## 中國國民黨六屆中央臨時全會
1948年4月4日至6日在南京召開，主要討論中華民國總統和中華民國副總統人選。